# Giovanni (vescovo di Bergamo)
Giovanni di Bergamo (VII secolo – Bergamo, ca. 688) è stato un vescovo italiano.  È venerato come santo dalla Chiesa cattolica.

## Biografia
Giovanni è il primo vescovo di Bergamo di cui si ha una documentazione certa, anche se non negli archivi di Bergamo. 
Coprì il ruolo di vescovo presumibilmente negli anni dal 660 al 688, anni in cui incombeva l'eresia monotelita che divideva la chiesa di Roma da quella di Costantinopoli. Fu papa Agatone a convocare i sinodi dei vescovi e il vescovo Giovanni risulta presente nel sinodo di Milano del 679 e nel concilio di Roma dell'anno seguente, dove la sua firma appare al 54º posto nella professione di fede. Documentata la sua amicizia con Giovanni il Buono arcivescovo di Milano, intercorsa già prima della sua nomina a vescovo, probabilmente negli anni del suo sacerdozio, quando l'arcivescovo lo mandò a evangelizzare varie località del nord Italia. Ed è proprio questa la caratteristica del vescovo, la capacità di cristianizzare la popolazione e anche i regnanti longobardi di fede ariana.
Poco rimane della sua vita e della sua storia: Paolo Diacono, monaco e scrittore longabardo, nei suoi testi lo definisce vir mirae sanctitatis; sicuramente il vescovo Giovanni fece opera di cristianizzazione dei longobardi presenti in Bergamo, restituendo al culto cattolico l'antica cattedrale di San Vincenzo, come riportato dai diplomi imperiali. 

Rimane testimonianza del rapporto epistolare tra il vescovo di Bergamo e il re longobardo Cuniperto circa la discussione che doveva portare al titolo di chiesa Madre una tra la chiesa di Sant'Alessandro in Colonna, poi distrutta nel 1561 per la costruzione delle mura veneziane, e la chiesa intitolata a san Vincenzo di Saragozza. L'attenzione verso la chiesa dedicata al santo di Saravozza, sarebbe indicata in un documento dello storico e canonico Mario Lupo:
(Mario Lupo)
Lo storico Carlo Sigonio narra che una volta passò l'Adda da Milano a Bergamo a piedi asciutti.
Un'altra volta, andando a officiare la messa alla vecchia cattedrale di Sant'Alessandro martire, in ritardo rispetto al solito, si fermò all'improvviso alzò gli occhi al cielo, disse rivolto a quelli che lo seguivano di ritornare a casa perché è passata l'ora dei sacri misteri, e così rimase prostrato in adorazione per il resto del giorno, come riportato da un autore duecentesco.
La sua morte non trova documentazione certa, il re Cuniperto era stato esiliato dal duca longobardo Alachis, di fede ariana, che con la conseguente vessazione e tirannia verso i fedeli del re. Durante la sua campagna militare entrò nel territorio bergamasco, sottraendo dalla giurisdizione vescovile, la chiesa di Fara. Fu forse questa la causa della sua morte. La volontà di Alachis di uccidere ogni ecclesiastico avrà sicuramente caldeggiato l'odio anche verso il vescovo di Bergamo probabilmente ucciso proprio dai suoi seguaci ariani longobardi.

## Culto
Nei restauri del 1291 della cattedrale alessandrina tornarono alla luce i resti della salma, questo conferma la sua presenza nella chiesa e forse il suo martirio avvenuto nel 688, nella chiesa al tempo della ribellione di Alachis duca di Trento contro il re longobardo.
Giambattista Tiepolo lo ha raffigurato mentre viene ucciso, a tradimento, proprio nella chiesa, nel dipinto sull'altare maggiore tra le sette imponenti pitture dell'abside.